# Halunder Jet (Schiff, 2018)
Die Halunder Jet ist ein Katamaran der Förde Reederei Seetouristik (FRS), der im Fährdienst zwischen Hamburg und der Nordseeinsel Helgoland über die Unterelbe mit Halt in Cuxhaven und teilweise in Brunsbüttel eingesetzt wird.
Das Schiff wurde am 14. Dezember 2016 bestellt und auf der Austal-Werft auf den Philippinen gebaut. Am 26. Juni 2017 wurde das Schiff auf Kiel gelegt, es lief am 7. Januar 2018 vom Stapel. Das Schiff kostete etwa 17 Millionen Euro. Am 7. März 2018 wurde das Schiff abgeliefert und verließ die Werft am selben Tag in Richtung Europa unter der Flagge Tuvalus mit Heimathafen Funafuti.
Am 24. April 2018 traf das Schiff in Hamburg ein. Dort wurde es am 27. April 2018 getauft und am 28. April 2018 in Dienst gestellt. Es fährt unter der Flagge Zyperns mit Heimathafen Limassol. Damit löste es den Ende 2017 von der Route abgezogenen gleichnamigen Vorgänger ab.
In der Saison des Jahres 2019 (März bis November) wurden rund 193.000 Passagiere mit dem Katamaran Halunder Jet von und zur Insel Helgoland befördert. In der Saison 2024 (März bis November) waren es ca. 171.000 Passagiere.

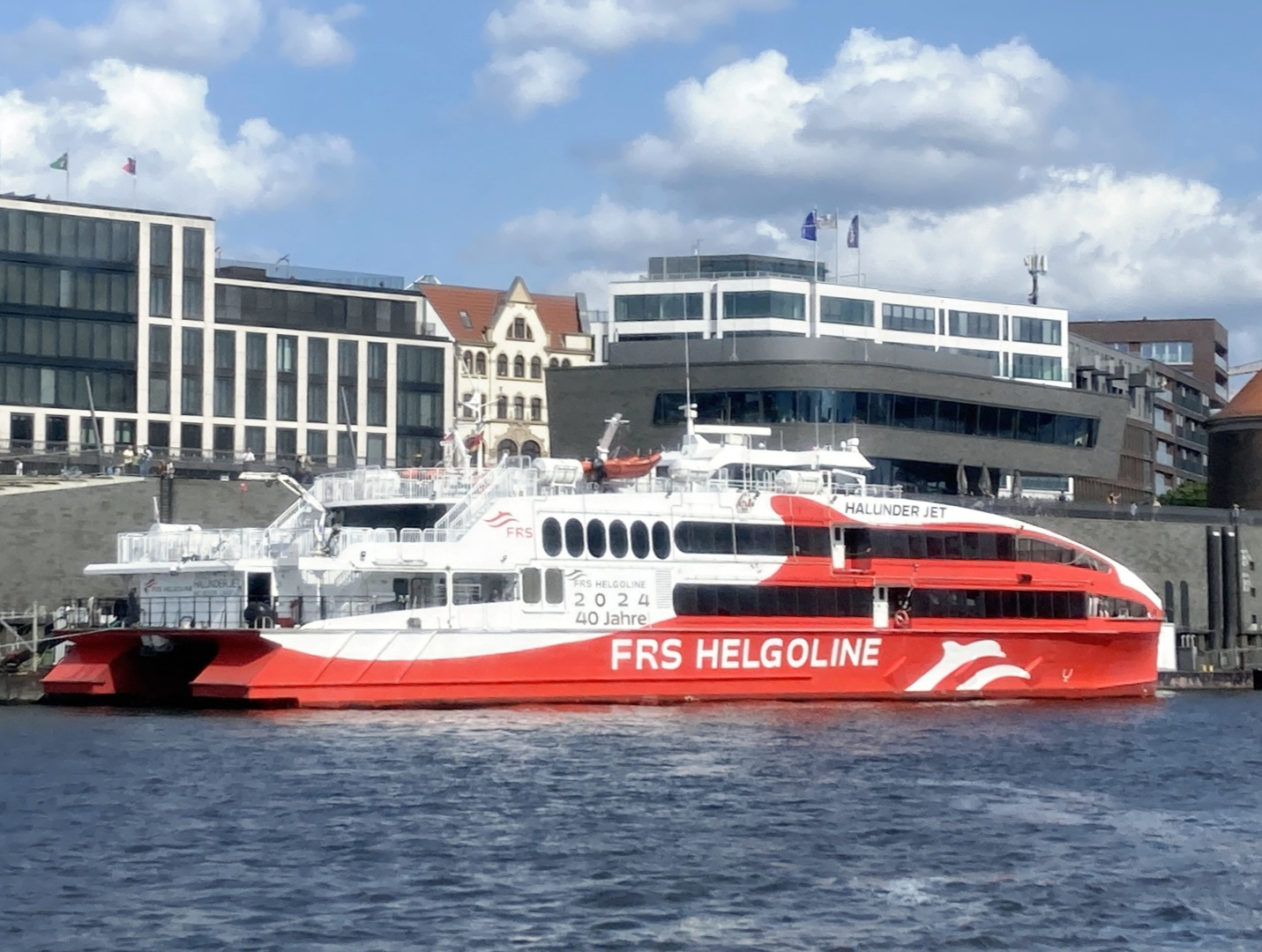
Halunder Jet in Hamburg an den Landungsbrücken
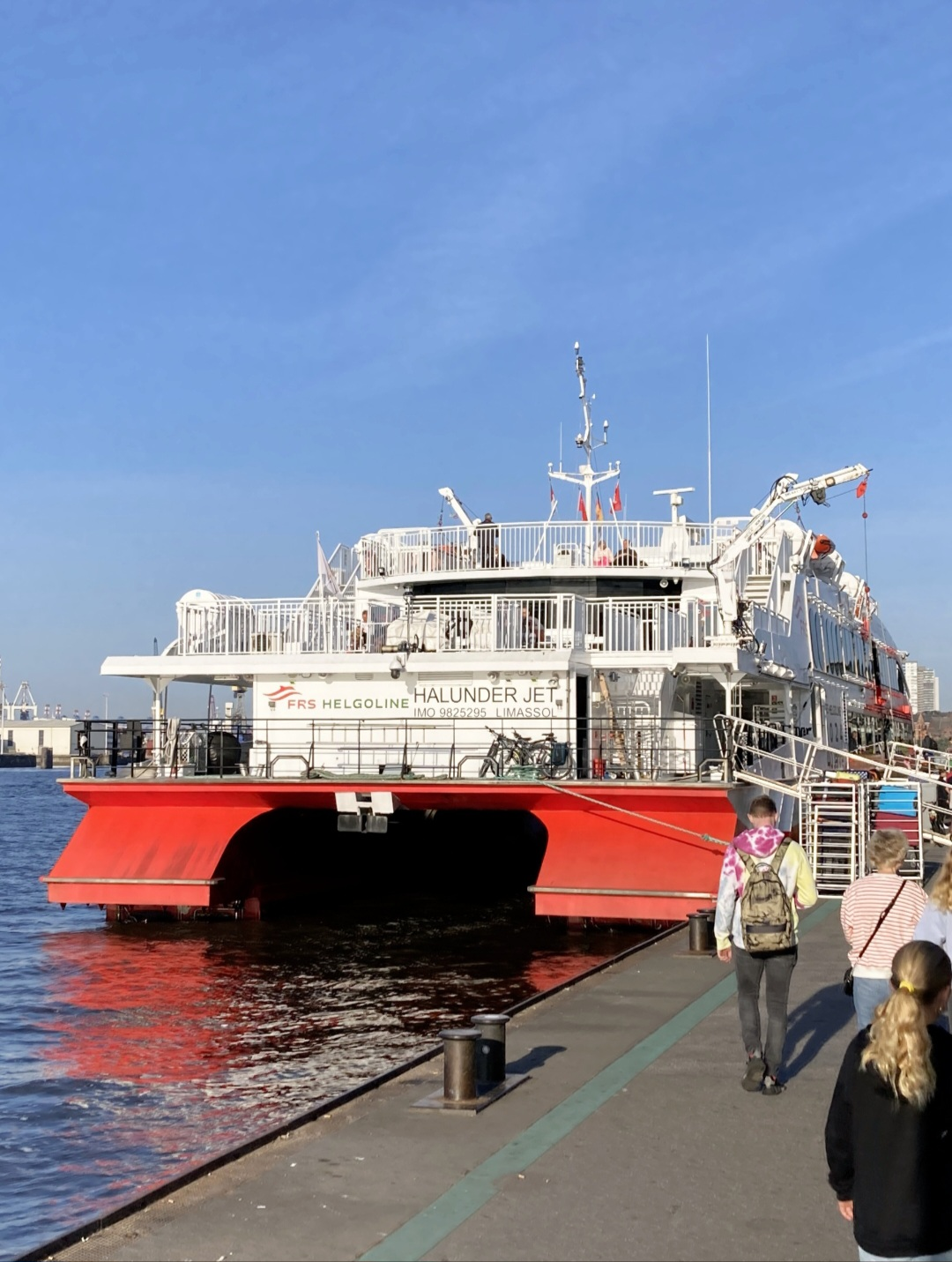
Halunder Jet Heckansicht
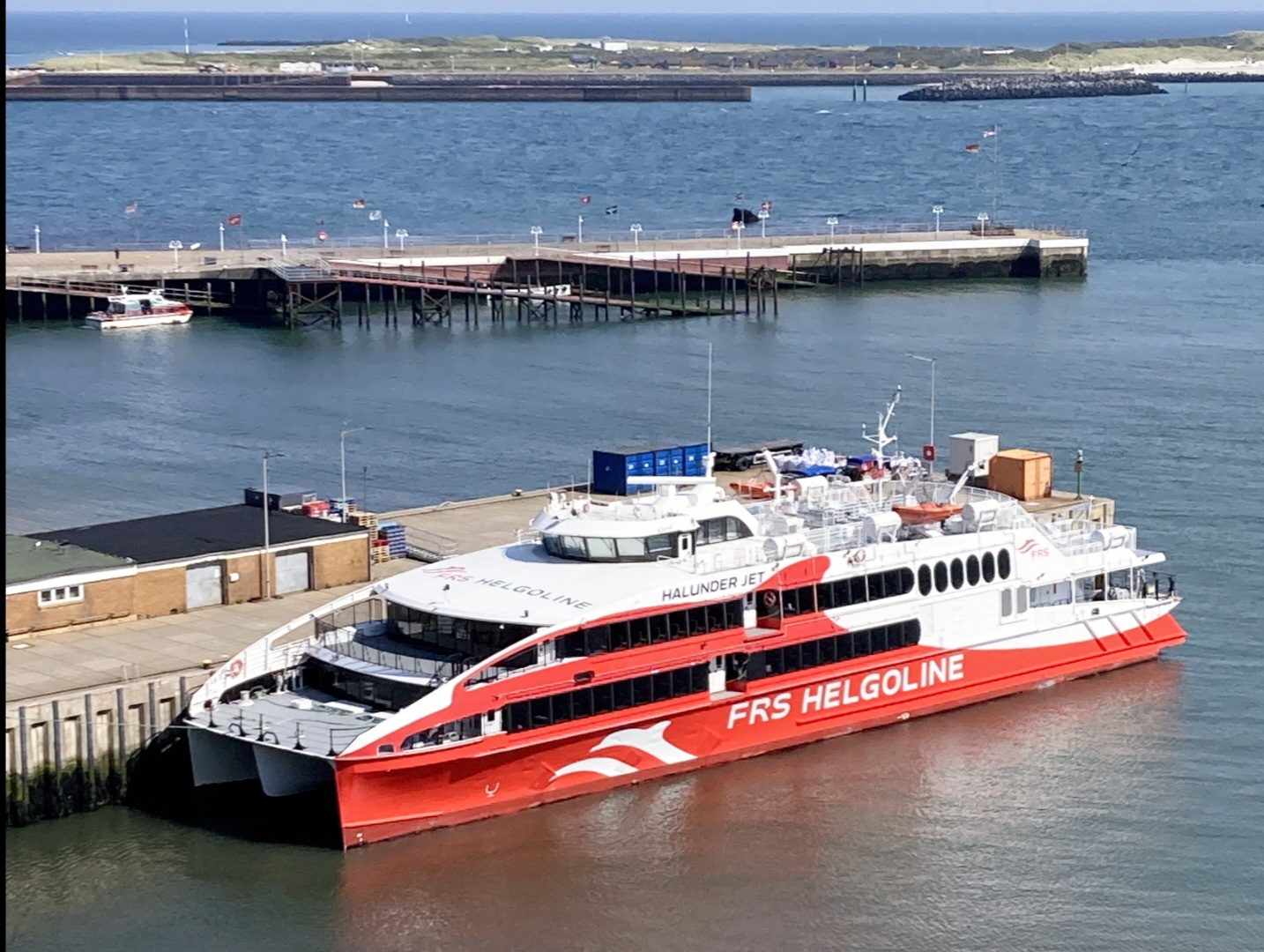
Halunder Jet auf Helgoland im Binnenhafen
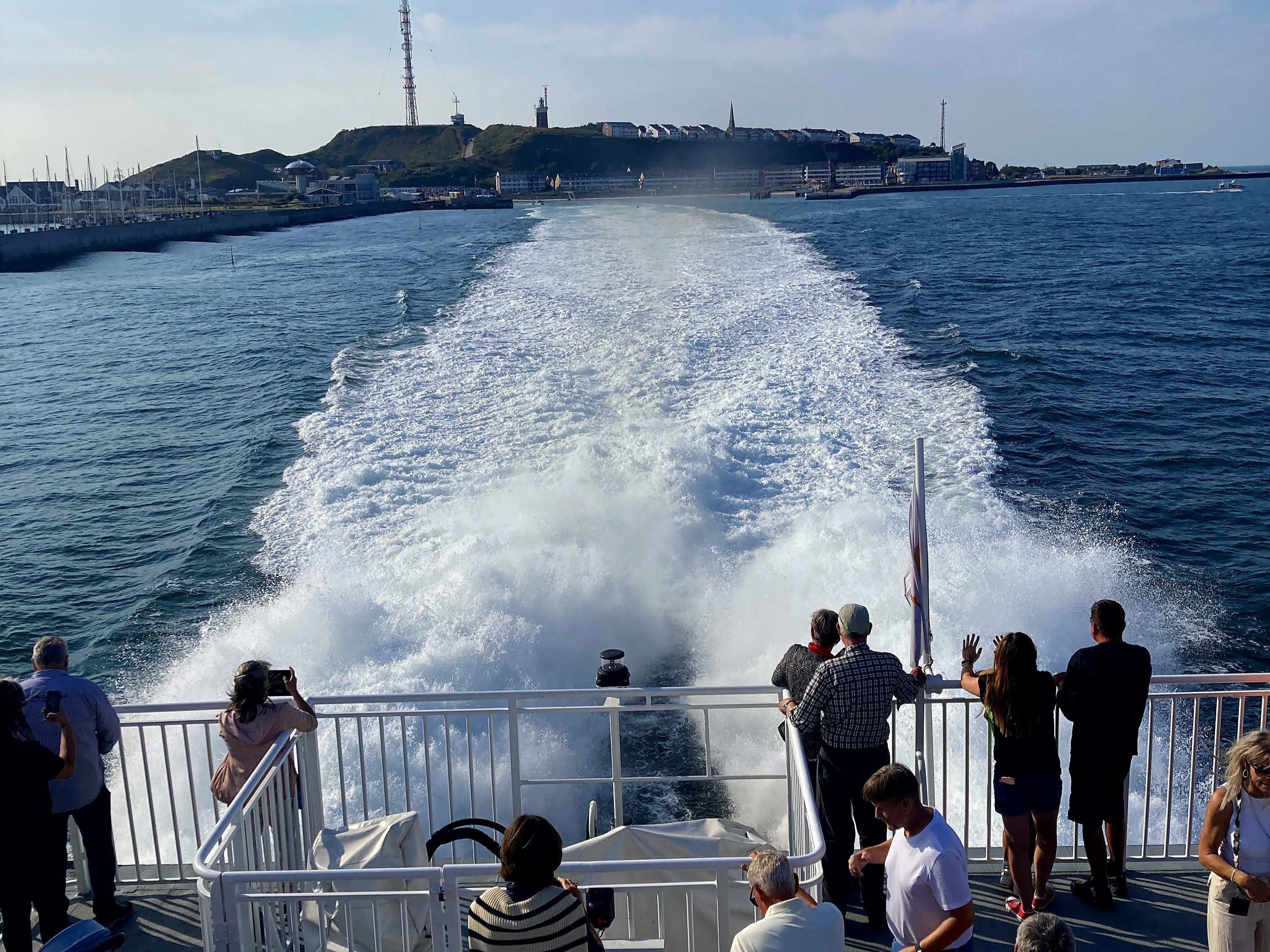
Heckwelle beim Beschleunigen

## Zwischenfälle
Am 11. August 2018 wurde die Halunder Jet auf der Rückfahrt von Helgoland nach Hamburg auf der Außenelbe von einer Welle beschädigt.